# 佐久盆地

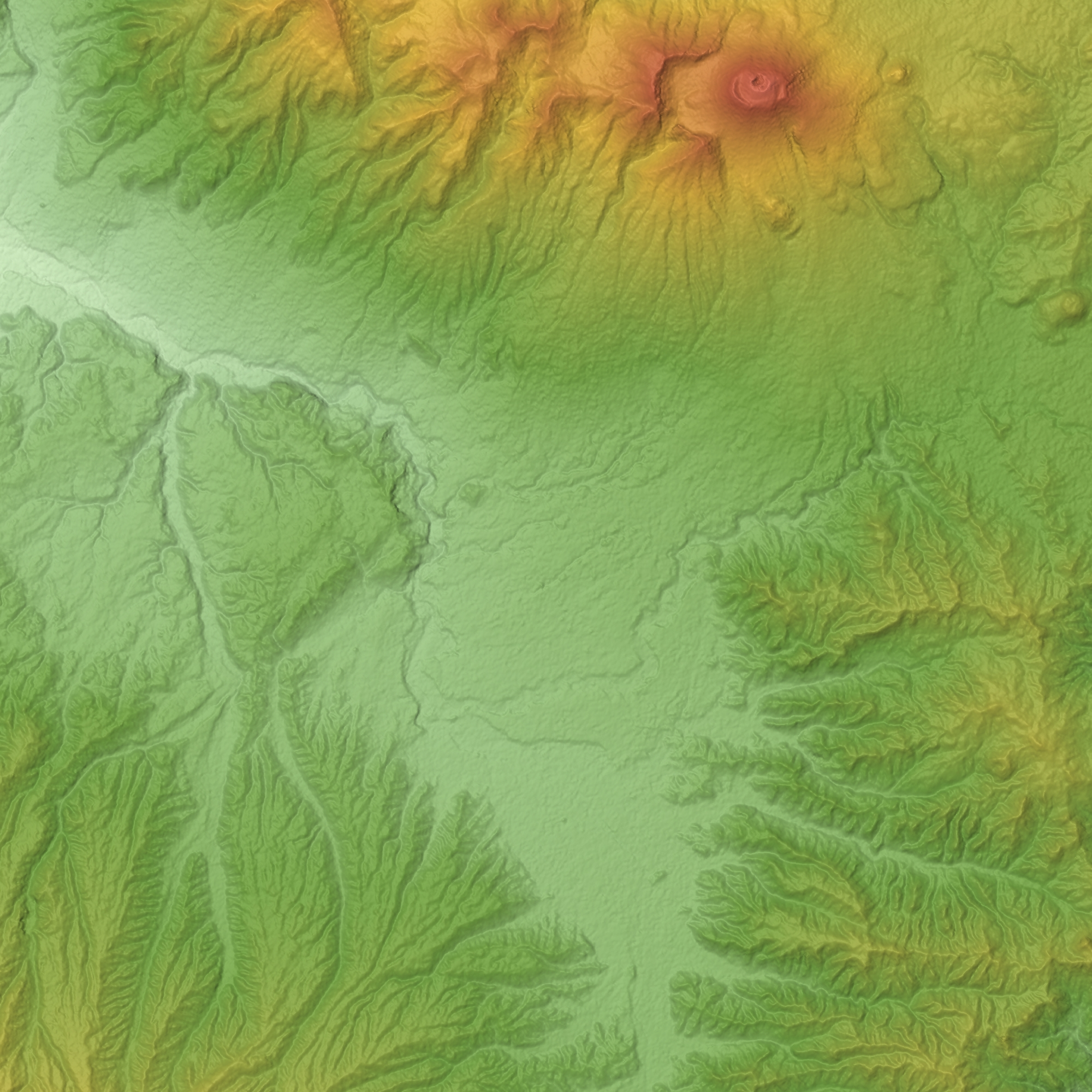
佐久盆地の地形図
上が浅間山、左下が八ヶ岳の裾野

佐久盆地（さくぼんち）は、長野県の東信地方に位置する盆地。中心都市は佐久市・小諸市。佐久平（さくだいら）とも呼ばれ、長野県歌「信濃の国」1番で「…松本・伊那・佐久・善光寺　四つの平は肥沃の地…」と歌われた「平」の一つである。千曲川の上流域に位置する。なお、「佐久平」という名称は、JR北陸新幹線および小海線の駅名（佐久平駅）や、高速道路のPAおよびスマートIC名（上信越自動車道・佐久平PAおよび佐久平スマートIC）としても使われている。

## 地理

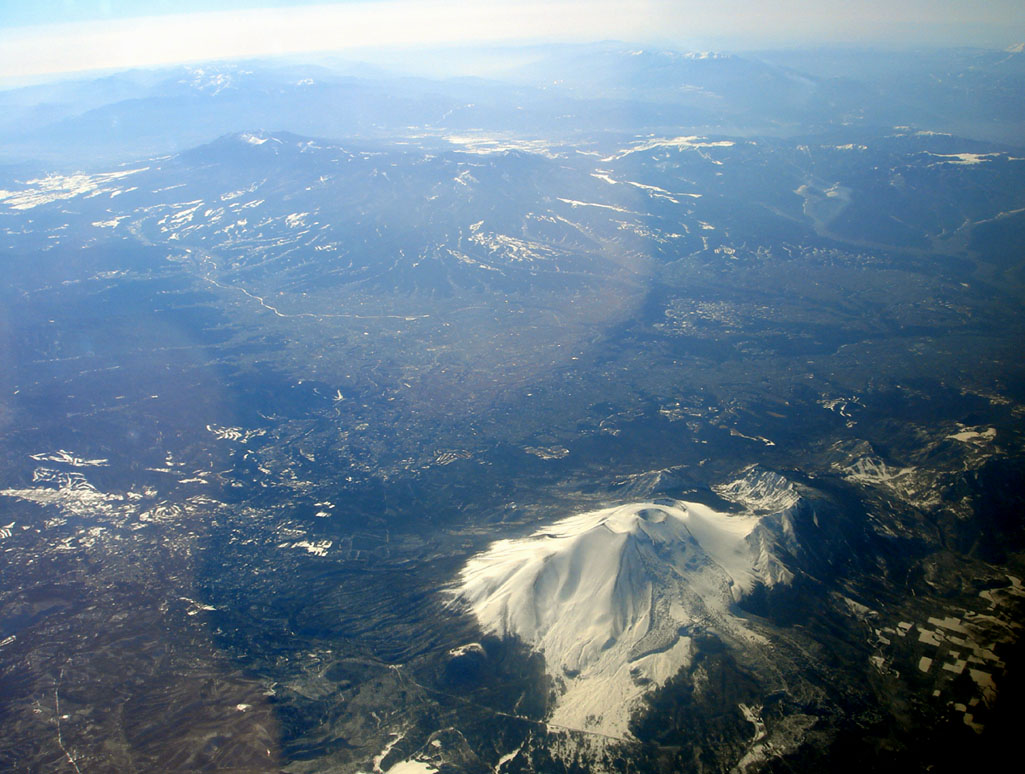
佐久盆地
手前に浅間山、奥に八ヶ岳を望む。

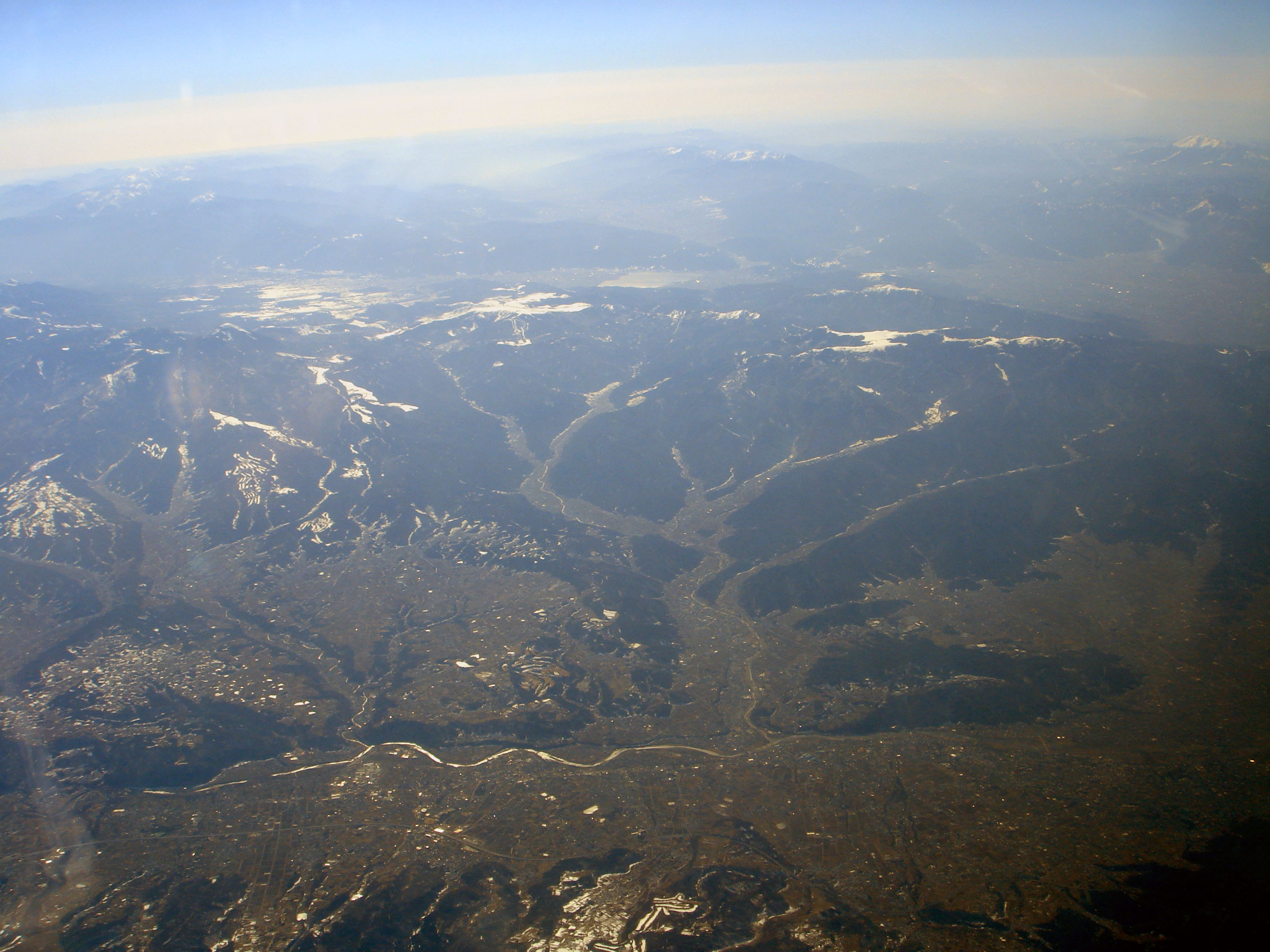
佐久盆地北部
小諸市周辺。中央に千曲川。ほかに東御市、上田市、奥に諏訪湖を望む。

北を浅間山連峰、東と南を秩父山地（関東山地）、西を八ヶ岳連峰で囲まれている。盆地の形は半楕円形だとみなされるが、南牧村まで入れて細長い形とみなす考え方もある。
北部（小諸市、佐久市の湯川以北、御代田町、軽井沢町）はおよそ2万3000年前、古黒斑山の東半分が大規模崩壊した際の塚原土石なだれや、1万1000 - 1万3000年前の軽石流（火砕流）によって形成され、西部（立科町、佐久市西部）と南部（八ヶ岳の東麓）は蓼科山を含む八ヶ岳連峰の噴火により形成された台地状の平地である。北部では典型的な田切地形が数多くみられる。南から北へ千曲川が貫流しており、佐久穂町から佐久市にかけての平地は沖積扇状地であると考えられている。千曲川の佐久盆地内（ここでは佐久市臼田から小諸市西浦ダム）での河床勾配はおよそ1/180 - 1/202。
北陸新幹線としなの鉄道、国道18号、国道142号、国道254号が横断、小海線と国道141号、並びに中部横断自動車道が縦断している。
佐久市北部を中心として、北陸新幹線及び上信越自動車道の開通を機に、大型ショッピングモールの建設や宅地開発が進んだ。

## 市町村
- 佐久市
- 小諸市
- 北佐久郡
  - 御代田町
  - 軽井沢町

（南佐久郡 - 佐久穂町・小海町・南牧村・北相木村・南相木村・川上村）
※（ ）内は南牧村の千曲川の渓谷部、野辺山高原までを盆地に入れると考えた時に更に含む町村。